# Franco Fuschi
Franco Fuschi (Padova, 1945 – Alessandria, 25 aprile 2009) è stato un militare, agente segreto e serial killer italiano. Fu ufficialmente condannato per undici omicidi commessi a Torino e dintorni tra gli anni '70 e '90, ma dichiarò di aver commesso oltre trenta omicidi e di aver preso parte a diverse stragi di matrice terroristica e fascista tra il 1969 e il 1974.

## Biografia
Nato a Padova nel 1945, Fuschi prestò servizio per diciannove anni nei reparti speciali della Marina Militare. Al termine del servizio, nel 1972 si trasferì in Val di Susa dove sposò la piemontese Emilia Artesiano e continuò a vivere facendo l'agricoltore e altri piccoli lavori da elettricista a Mattie. A metà anni '70 iniziò la sua attività di ladro, rubando vari oggetti dalle villette isolate nella periferia di Torino.

### Gli omicidi
Fuschi iniziò ad uccidere per eliminare i testimoni delle sue rapine, ma la sua prima vittima accertata arrivò in un contesto completamente casuale. Il 10 novembre 1977, Fuschi si recò davanti a una villetta a Piossasco per fare un sopralluogo prima di un furto e, come lo vedono, le persone all'interno dell'abitazione cominciano a urlare. Fuschi spara contro il muro della casa per "fargliela pagare" ma un proiettile di rimbalzo uccide Maria Rosa Carpinello, sorella del proprietario di casa. Due anni dopo, l'8 dicembre 1979, venne ucciso il contadino 50enne Antonio Ferrero Giacominetto nelle campagne di Volpiano. Quel giorno Fuschi, insieme ad un complice, passò davanti alla cascina dove abitava Giacominetto mentre cercava una casa da rubare. I movimenti dei due insospettirono il contadino, che uscì dalla porta brandendo un forcone: quando Fuschi lo vide, gli sparò un singolo colpo di pistola al petto uccidendolo nel suo cortile. 
Quando il cadavere fu ritrovato, si pensò a una morte per infarto poiché nessuno notò il foro del proiettile. Il corpo di Giacominetto fu riesumato solo nel 1997 e venne accertata la morte per colpo d'arma da fuoco sparato proprio da Fuschi, che nel frattempo aveva confessato l'omicidio del contadino. Ad avere i primi sospetti fu Maria, la sorella della vittima, la quale vide delle tracce di sangue sul corpo del fratello ma la sua richiesta di procedere con l'autopsia venne respinta. A lungo in paese si vociferò che quel giorno fosse stato effettivamente udito un colpo di pistola, ma nessuno disse nulla e il caso fu risolto solo 18 anni dopo.
La sera del 12 giugno 1985 Fuschi uccise a coltellate il 32enne Ivo Asteggiano, originario di Mondovì e residente a Chieri. Insegnante in una scuola media di Santena, Asteggiano fu massacrato da tre coltellate mentre si dirigeva alla porta di casa: le sue ultime parole, rivolte alla fidanzata che era venuta ad aprirgli, furono "mi hanno picchiato". Fu escluso il tentativo di rapina finito male poiché nulla mancava nel portafoglio di Asteggiano. Molti anni dopo, Fuschi confessò quell'omicidio e lo descrisse come "commissionato dai servizi segreti". Il padre di Asteggiano riferì che, pochi giorni prima dell'assassinio del figlio, questo gli aveva accennato a un tentativo di corruzione da parte di una persona importante, ma non specificata. La pista venne verificata, ma fu presto esclusa. I giudici non credettero neanche alle parole di Fuschi che parlavano di "omicidio per commissione", e il movente fu attribuito all'aver incontrato la vittima per strada durante un tentato furto. Fuschi dichiarò che tre omicidi erano stati commessi per conto dei servizi segreti, e in particolar modo da Mario Ferraro, colonnello del SISMI morto forse suicida nel 1995. Le tre vittime per "commissione" vennero identificate da Fuschi come Giacomo Lea (ucciso nel 1984 in quanto potenziale testimone di una rapina), Ivo Asteggiano e Massimo Mantovani (ucciso nel 1987 durante una disputa per un falò acceso da Fuschi troppo vicino ad un campo di grano).
Le uccisioni di Fuschi spesso si distinguevano anche per la loro casualità e a volte totale insensatezza, come quella di Lorenzo Bertini avvenuta a Grosso Canavese il 18 marzo 1991. Mentre provava il silenziatore della sua pistola calibro 22, Fuschi colpì una lampada che fece andare il proiettile sul petto di Lorenzo Bertini: la vittima, allertata dal latrato di alcuni cani e uscita sul balcone, morì all'istante. L'ultima vittima accertata di Fuschi fu Nicola Lo Prete, un mafioso legato alla 'Ndrangheta che minacciò Fuschi di indurre il fratello Giuseppe Lo Prete, in prigione per i traffici illegali dell'armeria Brown Bess, a rivelare il ruolo di Fuschi nella vicenda. Il 21 luglio 1994, Fuschi attirò Nicola Lo Prete in un luogo isolato a Villar Dora e lo uccise con uno sparo alla nuca. 

### L'arresto e la confessione
Nel 1995, Fuschi venne arrestato per il suo coinvolgimento nella vicenda dell'armeria Brown Bess (coinvolgimento per la cui segretezza aveva ucciso Nicola Lo Prete). Ascoltato alla procura di Torino, disse di lavorare per il SISDE, iniziò a raccontare dei suoi rapporti con Mario Ferraro e alle centinaia di armi trafficate. Nel gennaio 1996, del tutto spontaneamente, cominciò a confessare i suoi omicidi: le sue confessioni fiume risolsero molti casi di cronaca nera torinese degli ultimi vent'anni, ma la sua credibilità fu messa più volte in dubbio. Fuschi si disse colpevole di oltre 30 omicidi, alcuni commessi in Pakistan, Giappone ed Egitto quando era sommozzatore. Si attribuì inoltre l'assassinio del banchiere Roberto Calvi, disse di aver partecipato alla strage di Piazza Fontana e infine dichiarò di aver portato l'esplosivo per la strage di Gioia Tauro e per la strage dell'Italicus. Fu sospettato anche di aver preso parte a vari attentati sulla linea Torino - Lione.
Il 19 aprile 1996, dopo aver fatto il nome di Mario Ferraro come mandante di tre omicidi, si chiuse in un bagno della Procura di Torino e tentò il suicidio sparandosi un colpo di pistola in testa. Il proiettile attraversò la sua testa da una parte all'altra ma non lo uccise, e Fuschi rimase illeso per miracolo.

### Il processo
Il processo a carico di Franco Fuschi iniziò nel novembre 1998. Tutti i giornalisti e gli inquirenti che si occuparono del caso ricevettero lettere intimidatorie e minacce di morte, dove veniva detto loro che avrebbero fatto la stessa fine delle vittime. I giudici non credettero a Fuschi riguardo la sua partecipazione alle varie stragi avvenute a Milano, Torino e Bologna ma lo ritennero colpevole di calunnia nei confronti dei servizi segreti e autocalunnia. Nel 1999 venne condannato a due ergastoli per undici dei moltissimi omicidi confessati e a otto anni di reclusione per calunnia e autocalunnia. La sentenza venne confermata in appello nel gennaio 2000.

### La morte
La notte tra il 24 e il 25 aprile 2009 Fuschi venne trovato morto nella sua cella del carcere "San Michele" di Alessandria. Dati i suoi molteplici problemi di salute, tra cui una grave forma di epilessia e un tumore allo stomaco, si pensò subito ad una morte per infarto ma anche l'ipotesi del suicidio fu considerata. Sembra infatti che, pochi giorni prima di morire, Fuschi avesse chiesto di essere trasferito in un altro carcere ma non fece in tempo a spiegare le ragioni al suo avvocato Savino Bracco. Ad oggi, le cause del suo decesso non sono ancora state certificate.

### Le vittime accertate
- Maria Rosa Carpinello, uccisa a Piossasco il 10 novembre 1977
- Antonio Ferrero Giacominetto, ucciso a Volpiano l'8 dicembre 1979
- Giacomo Lea, ucciso a Moncalieri l'11 febbraio 1984
- Ivo Asteggiano, ucciso a Chieri il 12 giugno 1985
- Giovanni Peiretti, ucciso a Carmagnola il 12 ottobre 1985
- Massimo Mantovani, ucciso a None il 27 maggio 1987
- Gabriele Racca, ucciso a Carmagnola il 12 luglio 1987
- Giorgio Sedita, ucciso a Rivalta di Torino il 24 novembre 1990
- Lorenzo Bertini, ucciso a Grosso Canavese il 18 marzo 1991
- Stefano Francese, ucciso a Poirino il 25 maggio 1992
- Nicola Lo Prete, ucciso a Villar Dora il 21 luglio 1994